# Atalante
Atalante er en mytisk kvinde-figur fra den græske oldtid. 

## Fortællinger
Der er mange historier om og med Atalante i den græske mytologi og flere af dem er modstridende, herunder fortællingerne om Atalantes herkomst. Én version forklarer at hun er datter af Kong Iasus og Klymene. Hun kom til verden i den uønskede tilstand af at være kvinde. Som konsekvens heraf, fik hendes far hende båret ind i skoven og efterladt, smidt væk, så hun kunne dø. I stedet voksede hun op, i sin barndom, med en bjørn. Da hun blev ældre, begyndte hun at tilbringe tid sammen med jægere og var snart den bedste blandt dem. Hun elskede jagt og udendørs aktiviteter og havde ikke brug for en mand i hendes liv; hun modtog den spådom fra et orakel, at hendes ægteskab ville ende i en katastrofe og Atalante havde ingen betænkeligheder ved at forsvare sin mødom. Da kentaurerne Rhoecus og Hylaeus forsøgte at voldtage hende, dræbte hun dem hurtigt med sine pile.
Atalante ønskede at slutte sig til Argonauterne. Flere fortællinger beretter om hendes oplevelser blandt dem, herunder hvordan hun blev såret i Kolchis-krigen, men helbredt af Medea. Kolchis var et oldtidsrige ved sortehavet, dér hvor nutidens Georgien ligger i dag, og Argonauterne var i Kolchis for at hente Det Gyldne Skind. Én version fortæller dog at Argonauternes leder Jason nægtede hende adgang til deres skibe, da han mente at det ikke var tilrådeligt at have en kvinde blandt den mandlige besætning.
Atalantes færdigheder som bueskytte sikrede hende det første bytte under den kalydoniske vildsvine-jagt. Hendes bidrag til jagten blev dog skæmmet, da et skænderi om at give hende et trofæ for jagten resulterede i Meleagers og hans onklers død.